# Leonurus
Leonurus is een geslacht van bedektzadigen uit de lipbloemenfamilie. De naam is afgeleid van het Latijnse woord leo = leeuw, en het Oudgriekse woord  οὐρά (oura) = staart. Letterlijk vertaald betekent het woord dus leeuwenstaart.
Het geslacht is verwant aan Leonotis. Het geslacht kent ongeveer twintig soorten, die vooral op het Euraziatische continent voorkomen.
In België en Nederland komt een soort in het wild voor, namelijk hartgespan (Leonurus cardiaca). Elders in Europa komt Leonurus marrubiastrum voor.
Algemene kenmerken zijn een klokvormige kelk met vijf stekelpuntige tanden. De kroonbuis is korter dan de kelk. De bloem is tweelippig. De bovenlip is gewelfd en behaard. De meeldraden lopen min of meer parallel. De bladeren zijn drie- tot zevenlobbig.
... · 
Ajuga (Zenegroen) · 
Anisomeles · 
Ballota (Ballote) · 
Basilicum · 
Cleonia · 
Clinopodium (Steentijm) · 
Dasymalla · 
Galeopsis (Hennepnetel) · 
Glechoma · 
Haplostachys · 
Hemiandra · 
Hyssopus · 
Lagochilus · 
Lamiastrum · 
Lamium (Dovenetel) · 
Lavandula (Lavendel) · 
Leonurus · 
Lycopus · 
Marrubium · 
Melissa (Melisse) · 
Mentha (Munt) · 
Nepeta (Kattenkruid) · 
Ocimum (Basilicum) · 
Origanum (Marjolein) · 
Perovskia · 
Phlomis · 
Prunella (Brunel) · 
Renschia · 
Rosmarinus · 
Salvia (Salie) · 
Satureja (Bonenkruid) · 
Scutellaria (Glidkruid) · 
Stachys (Andoorn) · 
Teucrium (Gamander) · 
Thymus (Tijm) · 
Vitex · 
Westringia · 
...